# 朝鲜美术博物馆

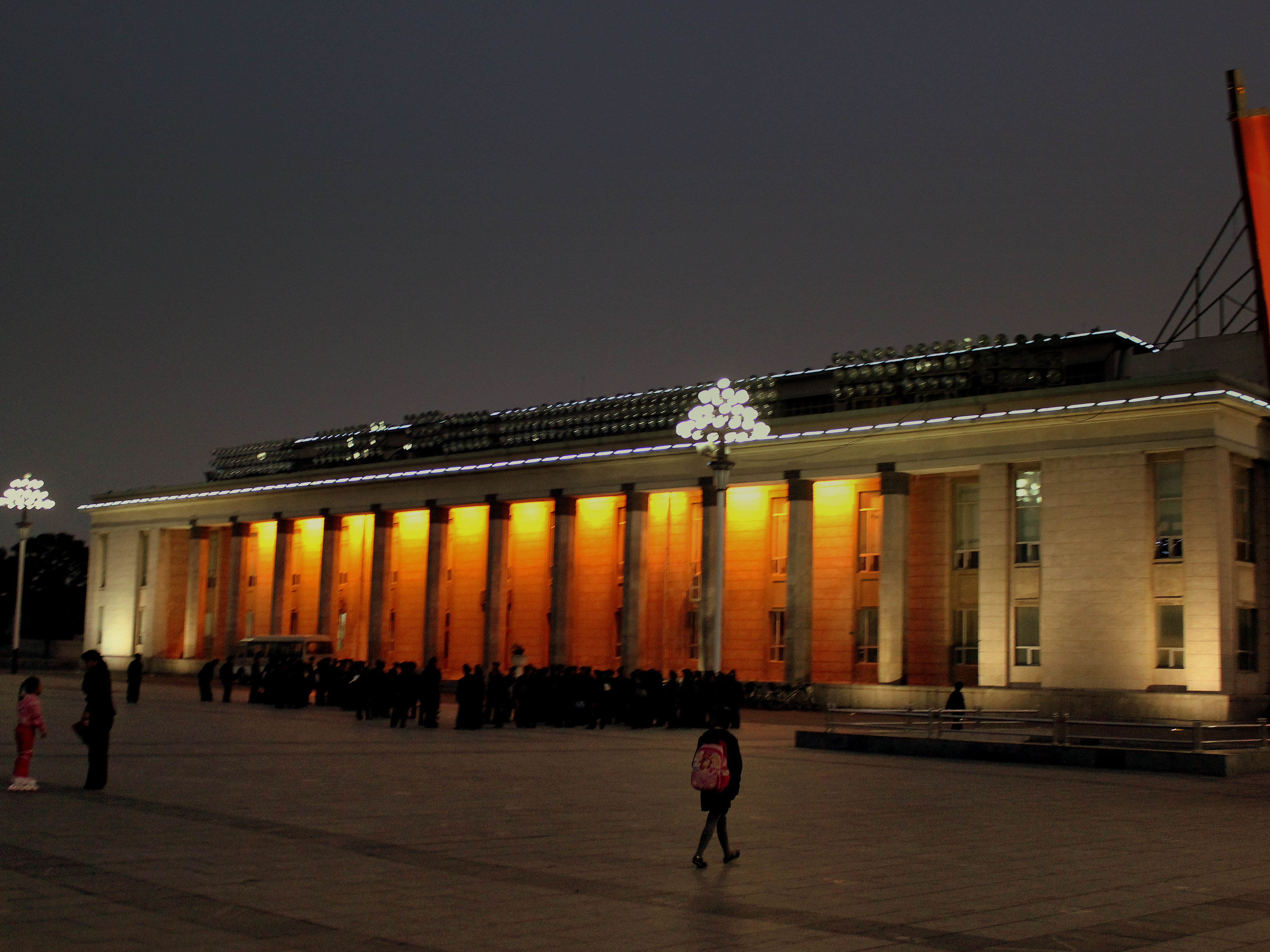
朝鲜美术博物馆

朝鲜美术博物馆（韓語：조선미술박물관）位於朝鲜民主主义人民共和国首都平壤中部的一个美术馆。

## 历史
於1954年9月28日开馆。馆内展出大量古代美术作品和现代朝鲜画、油画、版画、电影美术、舞台美术、产业美术、雕刻、刺绣和其他工艺美术品。其中，比重最大的是歌颂金日成业绩的作品，其次是表现朝鲜社会主义革命和社会主义建设成就的作品，再次是古代及中世的美术作品。